# Akrotírio Apóstolos Andréas
Akrotírio Apóstolos Andréas är en udde i Cypern.   Den ligger i distriktet Eparchía Ammochóstou, i den nordöstra delen av landet, 120 km nordost om huvudstaden Nicosia. Akrotírio Apóstolos Andréas ligger på ön Cypern.
Terrängen inåt land är platt. Havet är nära Akrotírio Apóstolos Andréas åt nordost.  Det finns inga samhällen i närheten. 
Klimatet i området är tempererat. Årsmedeltemperaturen i trakten är 21 °C. Den varmaste månaden är augusti, då medeltemperaturen är 29 °C, och den kallaste är februari, med 13 °C. Genomsnittlig årsnederbörd är 633 millimeter. Den regnigaste månaden är januari, med i genomsnitt 143 mm nederbörd, och den torraste är juli, med 1 mm nederbörd.